# Pedro Vaz Rego
Pedro Vaz Rego (Campo Maior, 8 de março de 1670 – Évora, 8 de abril de 1736) foi um compositor e poeta português do Barroco.

## Biografia

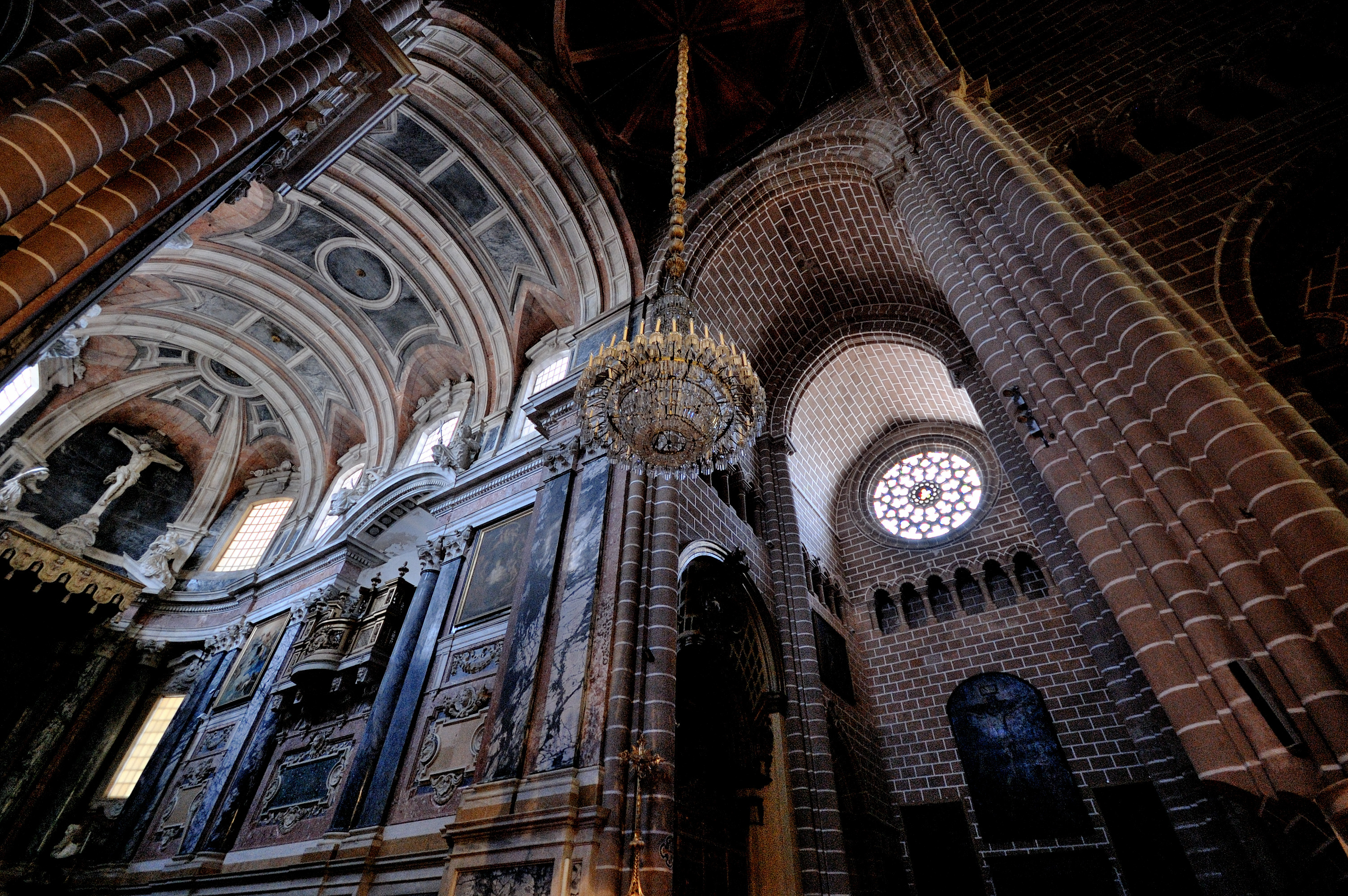
Sé de Évora

Pedro Vaz Rego nasceu em Campo Maior no dia 8 de março de 1670, filho de Manuel Vaz Rego e Brites Lopes. Aprendeu Música e latim no seminário da Catedral de Évora com o mestre Diogo Dias Melgás. Foi noviço no Convento de Santa Maria Scala Coeli de Évora da Ordem dos Cartuxos durante apenas onze meses, após os quais deixou a comunidade. Ocupou inicialmente o cargo de mestre de capela da Sé de Elvas mas, em 1697, regressou a Évora para apoiar o seu antigo mestre que se encontrava doente. Este acaba por morrer em 1700, ficando Pedro Vaz Rego como seu sucessor como mestre de capela da Sé de Évora. Acumulou este cargo com o de reitor do Seminário de Évora.
Morreu na cidade de Évora no dia 8 de abril de 1736, ficando para a posteridade com um dos mais notáveis compositores da Escola de Évora. Foi sepultado no Convento de Santa Maria Scala Coeli de Évora.

## Obra
Diogo Barbosa Machado lista na sua Biblioteca Lusitana  as seguintes obras de Pedro Vaz Rego:

### Obra publicada
- 1690 – “Terremotos de Sicilia descritos em verso” (Évora: Oficina da Universidade)
- 1706 – “Relaçaõ das Festas com que a Cidade de Evora celebrou as alegres noticias que recebeo em 2 de Junho de 1706” (Évora: Oficina da Universidade)
- 1729 – “En ora buena, que dio Evora Ciudad a la Serenissima Señora Princeza del Brasil nuestra Señora” (Lisboa: Imprensa da Música)
- 1730 – “Fama posthuma do Excellentissimo Duque do Cadaval o Senhor Nuno Alvares Pereira de Mello, Romance heroico” (Lisboa: Oficina da Música)
- Sem Data – “Romance Endecasylabo no dia dos annos do Serenissimo Senhor Infante D. Antonio” (sem indicações de impressão)
- Sem Data – “Soneto no faustissimo dia de annos do Serenissimo Senhor Infante D. Antonio” (sem indicações de impressão)
- Sem Data – “En alabança de la Salve Regina que compuso en Musica Su Alteza Real la Serenissima Princeza de las Asturias” Romance heroico (sem indicações de impressão)
- Sem Data – “No aplauso que a Cidade de Evora fez pelo doutoramento do Serenissimo Senhor Dom Jozé” Romance gratulatório (sem indicações de impressão)
- Sem Data- “Memorial no faustíssimo dia de annos do Serenissimo Senhor Infante D. Antonio que Deos guarde” Romance heroico (sem indicações de impressão)

### Manuscritos
- “Tratado da Vida de S. Bruno” em verso
- “Tratado da Musica” incompleto
- “Defensa sobre a entrada da novena da Missa Scala Aretina, composta pelo Mestre Francisco Valls, Mestre da Cathedral de Barcelona”
- Missa a 4 coros
- Missas a 2 coros
- Missas da Estante (Missa Tantum ergo Sacramentum e Missa Ad Omnem Tonum)
- Salmos a 4 vozes
- Hinos, motetes, graduais a diversas vozes
- Lamentações da Semana Santa a 3 coros
- Responsórios para o Triduo das Matinas da Semana Santa a 4 coros
- Textos da Paixão a 4 vozes
- Vilancicos de Natal, Conceição, Epifania e vários Santos (poesia e música)

### Obras sobreviventes
Ernesto Vieira confirmava em 1900 a existência das obras seguintes no cartório da Sé de Évora e Biblioteca Pública de Évora:
- “Missa Ad Omnem Tonum” a 4vv (1731)
- Alguns salmos
- Vilancico do Santíssimo Sacramento
- Vilancico da Circuncisão de Jesus: “Amante Deus”[3]
- 8 partes truncadas de diversos vilancicos

## Gravações
- 2014 — Évora - Portuguese Baroque Villancicos. Rogério Gonçalves / A Corte Musical. Pan Classics. Faixa 2: "Amante Deus".[3]